# Феличи, Анджело
Анджело Феличи (итал. Angelo Felici; 26 июля 1919, Сеньи, Королевство Италия — 17 июня 2007, Рим, Италия) — итальянский куриальный кардинал и ватиканский дипломат. Титулярный архиепископ Чезарианы с 22 июля 1967 по 28 июня 1988. Апостольский про-нунций в Нидерландах с 22 июля 1967 по 13 мая 1976. Апостольский нунций в Португалии с 13 мая 1976 по 27 августа 1979. Апостольский нунций во Франции с 27 августа 1979 по 1 июля 1988. Префект Конгрегации по Канонизации Святых с 1 июля 1988 по 13 июня 1995. Председатель Папской Комиссии «Ecclesia Dei» с 16 декабря 1995 по 14 апреля 2000. Кардинал-дьякон с титулярной диаконией Санти-Бьяджо-э-Карло-аи-Катинари с 28 июня 1988 по 26 июля 1999. Кардинал-священник с титулом церкви pro hac vice Санти-Бьяджо-э-Карло-аи-Катинари с 26 июля 1999.

## Образование и священство
Анджело Феличи родился 26 июля 1919 года, в Сеньи, Королевство Италия. Получил базовое и среднее образование в Сеньи. С 1934 года по 1941 год Феличи обучался на курсах богословия и философии в Папском колледже Leoniano di Anagni (Папский Леонианский Коллегиум в Ананьи).
В январе 1942 года поступил в Папскую Церковную Академию (после получения субдиаконата), а 4 апреля того же года, рукоположён в священники в капелле Папского коллегиума Латинской Америки Пия IX (Collegio Pio Latino Americano), с диспенсацией так как не достиг ещё канонического возраста.
В 1941—1942 учебном году посещал курсы «Utriusque Iuris» Папского Латеранского университета, позднее обучался в Папском Григорианском университете в 1942-1945 годах, где получил степень доктора канонического права.

## На дипломатической службе Святого Престола
В июле 1945 года поступил на службу в Первую секцию Государственного секретариата Святого Престола (в настоящее время Отдел отношений с государствами Государственного секретариата), по приглашению монсеньора Доменико Тардини, секретаря Священной Конгрегации чрезвычайных церковных дел, будущего кардинала и государственного секретаря Святого Престола.
С 15 июня 1949 года внештатный тайный камергер. Придворный прелат Его Святейшества с 28 ноября 1958 года.
7 февраля 1964 года Папа Павел VI назначил его заместителем секретаря Священной Конгрегации чрезвычайных церковных дел. В 1967 году, после «Шестидневной войны» между арабами и израильтянами, направлен с миссией в Иерусалиме. В те же годы он был также профессором в Папской Церковной Академии.

## Папский нунций
22 июля 1967 года избран титулярным архиепископом Чезарианы (рукоположён 24 сентября того же года в патриаршей Ватиканской базилики, кардиналом Амлето Джованни Чиконьяни, кардиналом-епископом с титулом субурбикарной епархии Фраскати — государственный секретарь Святого Престола, которому помогали титулярный архиепископ Тузуро Джованни Бенелли — заместитель государственного секретаря Святого Престола и Луиджи Мария Карли — епископ Сеньи) и назначен Апостольским про-нунцием в Нидерландах, где он оставался до 13 мая 1976 года, когда был назначен апостольским нунцием в Португалии.
27 августа 1979 года назначен апостольским нунцием во Франции.

## Кардинал
На консистории от 28 июня 1988 года Папа Иоанн Павел II возвёл его в сан кардинала-дьякона с титулярной диаконией Санти-Бьяджо-э-Карло-аи-Катинари. 26 июля 1999 года возведён в кардиналы-священники pro hac vice с титулом церкви pro hac vice Санти-Бьяджо-э-Карло-аи-Катинари .
1 июля 1988 года кардинал Феличи был назначен префектом Конгрегации по Канонизации Святых. 13 июня 1995 года ушёл в отставку с поста префекта Конгрегации. Председатель Папской Комиссии Ecclesia Dei с 16 декабря 1995 года по 14 апреля 2000 года.
Не участвовал в Конклаве 2005 года, так как 26 июля 1999 года, по достижении восьмидесяти лет, потерял право на участие в Конклавах, по новым правилам изданным ещё Папой Павлом VI.
Скончался кардинал Анджело Феличи 17 июня 2007 года, в 9.10 утра, в своей римской резиденции на площади Пьяцца делла Читта Леонина, он так никогда полностью и не оправился после перенесенного падения и ломки бедра в зале аудиенций Павла VI в 1999 году. Папа Бенедикт XVI в Папской капелле руководил его похоронами во вторник 19 июня 2007 года в 5 часов вечера, в алтаре Кафедры собора Святого Петра. Похоронен в фамильной усыпальнице на кладбище Сеньи.

## Награды
- Великий офицер ордена «За заслуги перед Итальянской Республикой» (Италия, 30 июня 1965 года)[2]
- Большой крест ордена Инфанта дона Энрике (Португалия, 15 октября 1979 года) [3]
- Великий офицер ордена Инфанта дона Энрике (Португалия, 13 октября 1966 года)[3]